# Assemblea metropolitana di Tokyo
L'Assemblea metropolitana di Tokyo (東京都議会?, Tōkyō-to gikai) è il parlamento prefetturale di Tokyo.

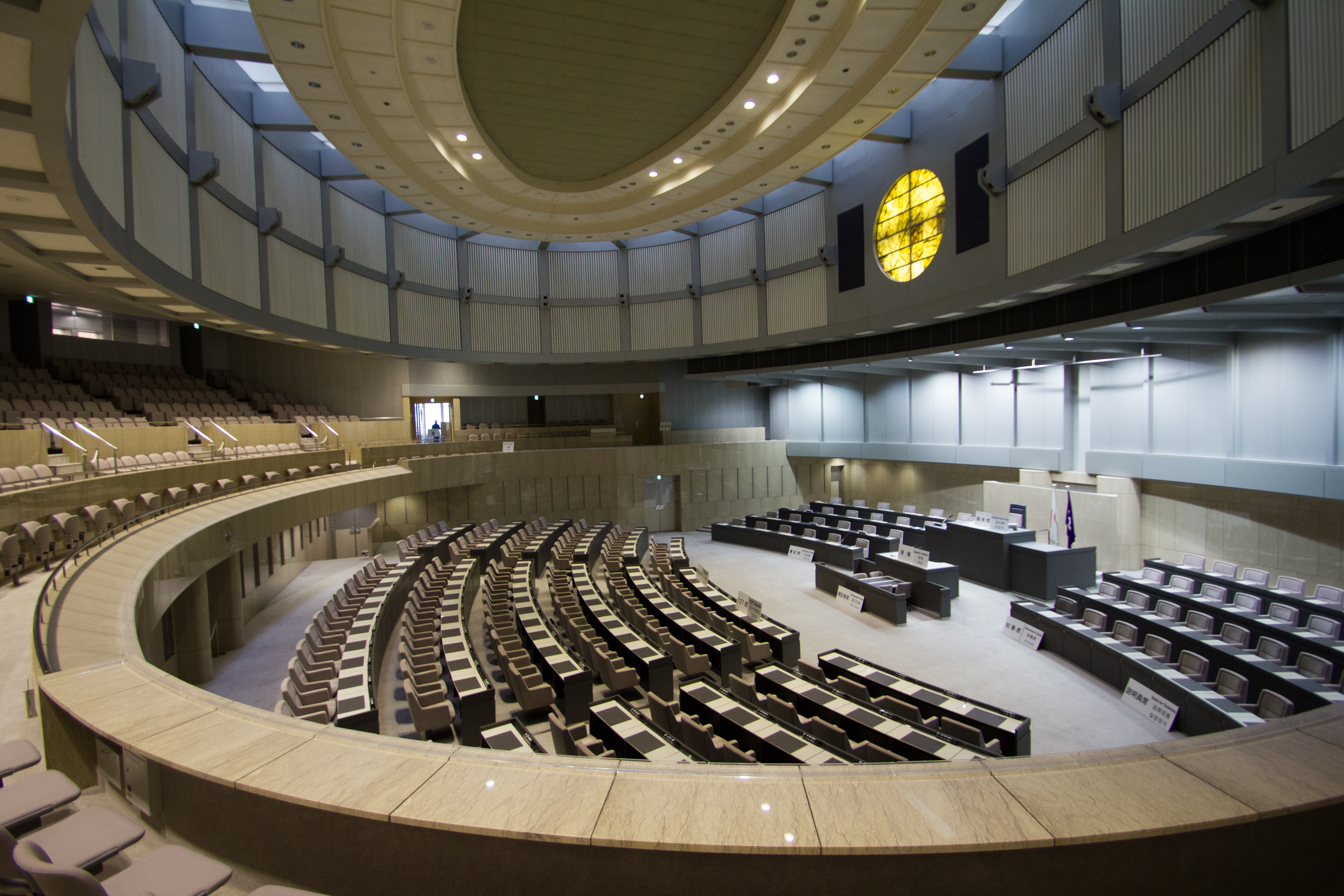
Sala dell'Assemblea

I suoi 127 membri sono eletti ogni quattro anni in 42 circoscrizioni (o distretti) mediante voto singolo non trasferibile. 23 circoscrizioni elettorali equivalgono ai quartieri speciali di Tokyo, altri 18 circoscrizioni sono costituite dalle città, dalle cittadine e dai villaggi nella parte occidentale della prefettura, una circoscrizione corrisponde alle Isole di Tokyo.
L'assemblea è responsabile dell'emanazione e della modifica delle ordinanze prefetturali, dell'approvazione del bilancio (6,264 miliardi di yen nell'anno fiscale 2013) e del voto su importanti nomine amministrative fatte dal governatore inclusi i vice governatori.
A causa della natura speciale della metropoli di Tokyo in confronto alle altre prefetture, l'Assemblea metropolitana di Tokyo ha certi poteri che di solito ricadrebbero nelle responsabilità dei consigli municipali. Questo serve ad assicurare un'amministrazione urbana efficiente e unificata per i 23 quartieri speciali che coprono l'ex città di Tokyo e comprendono il nucleo urbano della Grande Area di Tokyo.

## Circoscrizioni elettorali
La maggior parte delle circoscrizioni elettorali corrispondono alle attuali municipalità, ma parecchie circoscrizioni corrispondono a ex contee (le contee, abolite come unità amministrativa nel 1921, erano servite inizialmente per definizione come circoscrizioni elettorali per le assemblee prefetturali dell'Impero), ossia le contee di Tama Ovest (Nishi-Tama), Tama Nord (Kita-Tama) e Tama Sud (Minimi-Tama). Le cittadine e i villaggi sulle isole non sono mai stati subordinati alle contee, ma a quattro sottoprefetture che insieme formano la circoscrizione elettorale delle isole.
| Circoscrizione elettorale                    | Circoscrizione elettorale | Circoscrizione elettorale                    | Circoscrizione elettorale      | Circoscrizione elettorale                                                | Circoscrizione elettorale      |
| Quartieri speciali di Tokyo e Isole di Tokyo | Quartieri speciali di Tokyo e Isole di Tokyo                                                                                 | Quartieri speciali di Tokyo e Isole di Tokyo | Tokyo Occidentale/Area di Tama | Tokyo Occidentale/Area di Tama                                           | Tokyo Occidentale/Area di Tama |
| Circoscrizione                               | Municipalità, sottoprefetture                                                                                                | Ampiezza                                     | Circoscrizione                 | Municipalità, contee                                                     | Ampiezza                       |
| -------------------------------------------- | --- | -------------------------------------------- | ------------------------------ | ------------------------------------------------------------------------ | ------------------------------ |
| Chiyoda                                      | Quartiere speciale di Chiyoda                                                                                                | 1                                            | Hachiōji                       | Città di Hachiōji                                                        | 5                              |
| Chūō                                         | Quartiere speciale di Chūō                                                                                                   | 1                                            | Tachikawa                      | Città di Tachikawa                                                       | 2                              |
| Minato                                       | Quartiere speciale di Minato                                                                                                 | 2                                            | Musashino                      | Città di Musashino                                                       | 1                              |
| Shinjuku                                     | Quartiere speciale di Shinjuku                                                                                               | 4                                            | Mitaka                         | Città di Mitaka                                                          | 2                              |
| Bunkyō                                       | Quartiere speciale di Bunkyō                                                                                                 | 2                                            | Ōme                            | Città di Ōme                                                             | 1                              |
| Taitō                                        | Quartiere speciale di Taitō                                                                                                  | 2                                            | Fuchū                          | Città di Fuchū                                                           | 2                              |
| Sumida                                       | Quartiere speciale di Sumida                                                                                                 | 3                                            | Akishima                       | Città di Akishima                                                        | 1                              |
| Kōtō                                         | Quartiere speciale di Kōtō                                                                                                   | 4                                            | Machida                        | Città di Machida                                                         | 3                              |
| Shinagawa                                    | Quartiere speciale di Shinagawa                                                                                              | 4                                            | Koganei                        | Città di Koganei                                                         | 1                              |
| Meguro                                       | Quartiere speciale di Meguro                                                                                                 | 3                                            | Kodaira                        | Città di Kodaira                                                         | 2                              |
| Ōta                                          | Quartiere speciale di Ōta | 8                                            | Hino                           | Città di Hino                                                            | 2                              |
| Setagaya                                     | Quartiere speciale di Setagaya                                                                                               | 8                                            | Nishitōkyō                     | Città di Nishitōkyō                                                      | 2                              |
| Shibuya                                      | Quartiere speciale di Shibuya                                                                                                | 2                                            | Nishi-Tama (Tama Ovest)        | Città di Fussa Città di Hamura Città di Akiruno Contea di Nishi-Tama     | 2                              |
| Nakano                                       | Quartiere speciale di Nakano                                                                                                 | 4                                            | Nishi-Tama (Tama Ovest)        | Città di Fussa Città di Hamura Città di Akiruno Contea di Nishi-Tama     | 2                              |
| Suginami                                     | Quartiere speciale di Suginami                                                                                               | 6                                            | Minami-Tama (Tama Sud)         | Città di Tama Città di Inagi                                             | 2                              |
| Toshima                                      | Quartiere speciale di Toshima                                                                                                | 3                                            | Minami-Tama (Tama Sud)         | Città di Tama Città di Inagi                                             | 2                              |
| Kita                                         | Quartiere speciale di Kita                                                                                                   | 4                                            | Kita-Tama (Tama Nord) 1        | Città di Higashimurayama Città di Higashiyamato Città di Musashimurayama | 3                              |
| Arakawa                                      | Quartiere speciale di Arakawa                                                                                                | 2                                            | Kita-Tama (Tama Nord) 1        | Città di Higashimurayama Città di Higashiyamato Città di Musashimurayama | 3                              |
| Itabashi                                     | Quartiere speciale di Itabashi                                                                                               | 5                                            | Kita-Tama (Tama Nord) 2        | Città di Kokubunji Città di Kunitachi                                    | 2                              |
| Nerima                                       | Quartiere speciale di Nerima                                                                                                 | 6                                            | Kita-Tama (Tama Nord) 2        | Città di Kokubunji Città di Kunitachi                                    | 2                              |
| Adachi                                       | Quartiere speciale di Adachi                                                                                                 | 6                                            | Kita-Tama (Tama Nord) 3        | Città di Chōfu Città di Komae                                            | 2                              |
| Katsushika                                   | Quartiere speciale di Katsushika                                                                                             | 4                                            | Kita-Tama (Tama Nord) 3        | Città di Chōfu Città di Komae                                            | 2                              |
| Edogawa                                      | Quartiere speciale di Edogawa                                                                                                | 5                                            | Kita-Tama (lTama Nord) 4       | Città di Kiyose Città di Higashikurume                                   | 2                              |
| Isole                                        | Isole di Tokyo (Sottoprefettura di Ōshima Sottoprefettura di Miyake Sottoprefettura di Hachijō Sottoprefettura di Ogasawara) | 1                                            | Kita-Tama (lTama Nord) 4       | Città di Kiyose Città di Higashikurume                                   | 2                              |
| Isole                                        | Isole di Tokyo (Sottoprefettura di Ōshima Sottoprefettura di Miyake Sottoprefettura di Hachijō Sottoprefettura di Ogasawara) | 1                                            |                                |                                                                          |                                |